# Sigilo (magia)

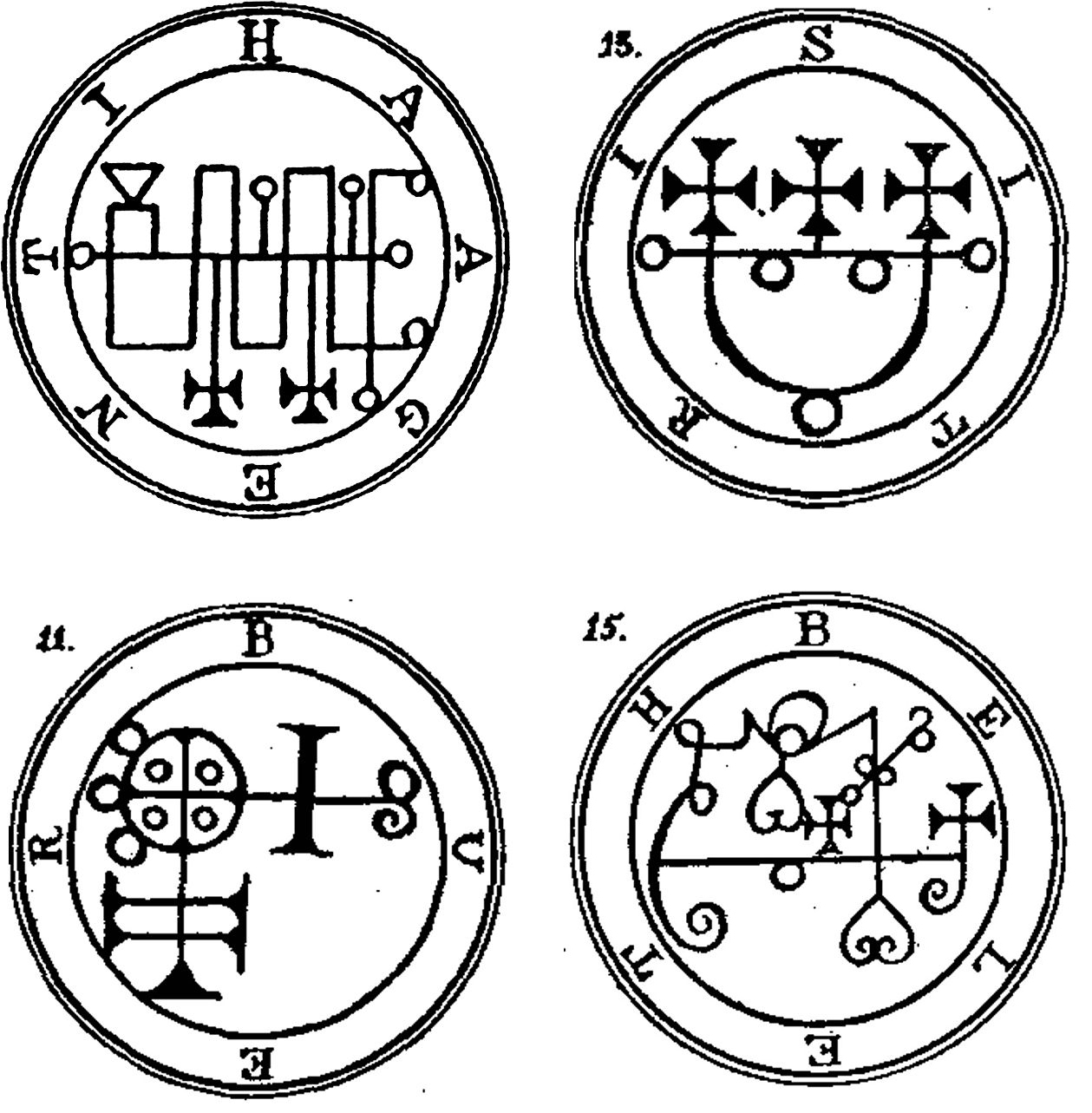
Selos góticos da Chave Menor de Salomão.

Um sigilo (/ˈsɪdʒəl/; pl. sigilla or sigils) é um tipo de símbolo usado na magia. O termo geralmente se refere a um tipo de assinatura pictórica de um anjo ou outra entidade. No uso moderno, especialmente no contexto da magia do caos, refere-se a uma representação simbólica do resultado desejado do praticante.

## História

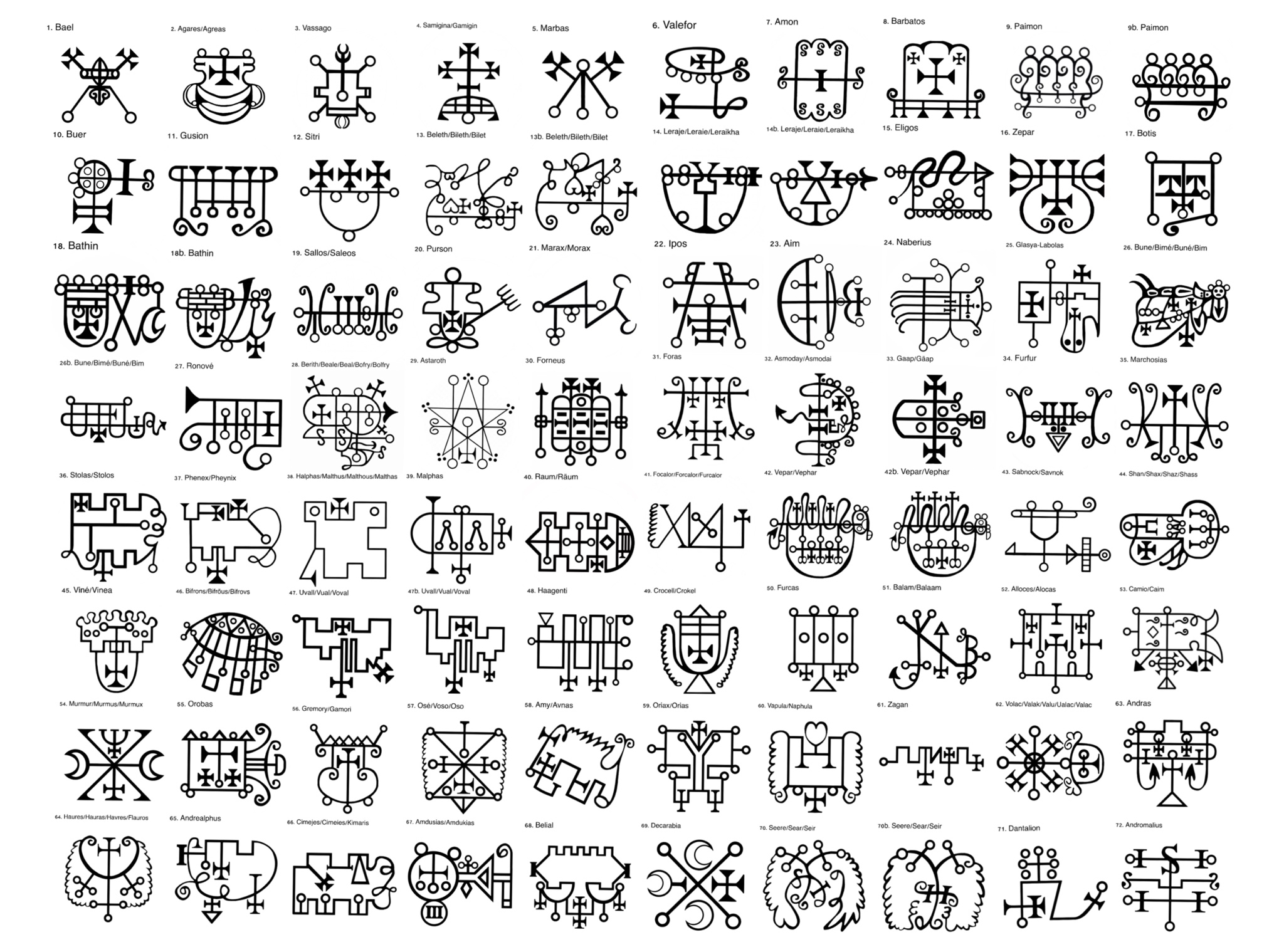
72 selos da Chave Menor de Salomão

O termo sigilo deriva do latim sigillum, que significa "selo".
Na cerimônia mágica medieval, o termo sigilo era comumente usado para se referir a sinais ocultos que representavam vários anjos e demônios que o mago poderia convocar. Os livros de treinamento mágico chamados grimórios geralmente listam páginas desses sigilos. Uma lista particularmente bem conhecida está na A Chave Menor de Salomão, na qual os sigilos dos 72 príncipes da hierarquia do inferno são dados para uso do mago. Tais sigilos foram considerados equivalentes ao verdadeiro nome do espírito e, assim, garantiram ao mago uma medida de controle sobre os seres.

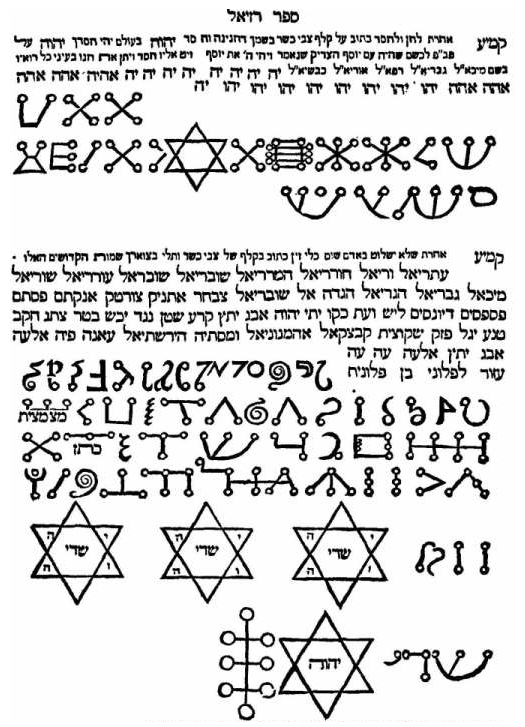
Um trecho de Sefer Raziel HaMalakh apresentando vários sigilos mágicos (ou סגולות, segulot, em hebraico).

Um método comum de criar os sigilos de certos espíritos era usar kameas (quadrados mágicos) — os nomes dos espíritos eram convertidos em números, que eram então localizados no quadrado mágico. Os locais eram então conectados por linhas, formando uma figura abstrata.
A palavra sigilo... tem uma longa história na magia ocidental. Os membros da Aurora Dourada estavam perfeitamente familiarizados com ela (″combinando letras, cores, atribuições e sua síntese, podendo construir um imagem telesmática de uma Força. O Sigilo servirá então para rastrear uma Corrente que colocará em ação uma certa Força Elementar″) e foi usado na confecção de talismãs. O sigilo era como uma assinatura ou sinal de uma entidade oculta.
O uso de símbolos para fins mágicos ou cúlticos tem sido difundida desde pelo menos a Era Neolítica. Alguns exemplos de outras culturas incluem o iantra do Hindu tântra, magia rúnica histórica entre os povos germânicos, ou o uso de vevês no Vodum.

## Austin Osman Spare
O artista e ocultista Austin Osman Spare desenvolveu seu próprio método único de criação e utilização de sigilos, que teve um efeito enorme no ocultismo moderno. Essencialmente, Spare mudou a prática medieval de usar sigilos para evocar entidades de cabeça para baixo, argumentando que esses seres sobrenaturais eram simplesmente complexos no inconsciente e podiam ser criados ativamente através do processo de sigilização.
A grande diferença com o método de Spare era que ele dispensava as crenças externas e esotéricas preexistentes, de modo que os sigilos não eram mais para controlar demônios tradicionais, anjos e o que você tem, mas para controlar forças na psique inconsciente do indivíduo operador.
A técnica de Spare tornou-se um pilar da magia do caos. O que influenciou também o artista Brion Gysin, que experimentou combinar o método de sigilo de Spare com a forma tradicional de quadrados mágicos:
Quadrados mágicos caligráficos foram uma das técnicas mais comumente aplicadas por Gysin. Ele reduziria um nome ou uma ideia a um "glifo" e, em seguida, escrevia no papel da direita para a esquerda, girava o papel e fazia o mesmo novamente, e assim por diante, girando o papel várias vezes para criar uma grade multidimensional. [...] As mesmas técnicas e a intenção funcional conscientemente dirigida também permeou suas pinturas. Em um sentido muito real, tudo o que ele criou foi um ato de feitiçaria.

## Magia do caos

Um sigilo moderno pessoal

Na magia do caos, segundo Spare, sigilos são mais comumente criados para escrever uma intenção, e então condensar as letras da declaração para formar uma espécie de monograma. O mago do caos então usa o estado gnóstico para "lançar" ou "carregar" o sigilo -— ignorando essencialmente a mente consciente para implantar o desejo no inconsciente. Como cita Ray Sherwin:
O mago reconhece um desejo, lista os símbolos apropriados e os organiza em um glifo facilmente visualizado. Usando qualquer uma das técnicas gnósticas, ele reifica o sigilo e depois, pela força da vontade, o lança no subconsciente, de onde o sigilo pode começar a trabalhar livre de desejos.
Depois de carregar o sigilo, considera-se necessário reprimir toda a memória dele: nas palavras de Spare, deve haver "uma tentativa deliberada de esquecê-lo".
Na magia do caos moderna, quando um complexo de pensamentos, desejos e intenções obtém um nível de sofisticação que parece funcionar de forma autônoma da consciência do mago, como se fosse um ser independente, então tal complexo é chamado de servidor. Quando esse ser se torna grande o suficiente para existir independentemente de qualquer indivíduo, como uma forma de "mente grupal", é chamado de egrégora.
Posteriormente, os magos do caos expandiram a técnica básica de sigilização. Grant Morrison cunhou o termo hipersigilo para se referir a uma extensa obra de arte com significado e força de vontade mágicos, criada usando processos adaptados de sigilização. Sua série de comic book Os Invisíveis foi concebida como um hipersigilo. Morrison também argumentou que os logotipos corporativos modernos como "os Arcos Dourados do McDonald's, o swoosh da Nike e o autógrafo da Virgin" são uma forma de sigilo viral:
Os sigilos corporativos são super criadores. Eles atacam o espaço imaginativo sem marca. Eles invadem a Praça Vermelha, infestam as ruas irritadiças do Tibete, se envolvem em penteados. Eles se reproduzem em roupas, transformando pessoas em painéis publicitários. [...] O logotipo ou a marca, como qualquer símbolo, é uma condensação, uma convocação simbólica e comprimida do mundo do desejo que a corporação pretende representar. [...] Walt Disney morreu por muito tempo atrás, mas seu sigilo, essa assinatura familiar e cartunista, persiste, carregando seu próprio vasto peso de significados, associações, nostalgia e significado.

Um conjunto de sigilos

Gordon White desenvolveu a técnica de shoaling, que envolve o lançamento de um grupo de sigilos para um conjunto de objetivos relacionados. Por exemplo, em vez de sigilizar por "dinheiro", sigilizando por um aumento salarial, novos clientes comerciais, uma promoção, novos contatos influentes, realocação de orçamento para seu departamento, etc., tudo isso ajuda a "mudar a probabilidade" em direção ao objetivo geral. White também desenvolveu a técnica do 'robofish', que consiste em incluir um sigilo para algo que o mago do caos sabe que definitivamente acontecerá, para "liderar" o resto do conjunto.